# نوكلا (كولورادو)
نوكلا (بالإنجليزية: Nucla, Colorado)‏ هي بلدة تقع في مقاطعة مونتروز، كولورادو بولاية كولورادو في الولايات المتحدة. تبلغ مساحتها 1.8 (كم²)، وترتفع عن سطح البحر 1764 م، بلغ عدد سكانها 734 نسمة في عام 2000 حسب إحصاء مكتب تعداد الولايات المتحدة وتصل الكثافة السكانية فيها 407.8 نسمة/كم2.

## وصلات خارجية
- The US50 - Cities and Towns in Colorado State
- Colorado Cities and Towns, Facts, Map, Flag, Colleges, Government, and More